# Ylva Lund Bergner
Ylva Lund Bergner, född 1981 i Lund, är en svensk kompositör.

## Biografi
Ylva Lund Bergner föddes 1981 i Lund. Hon studerade piano under några år och började 2001 att studerade komposition på Gotlands Tonsättarskola. Efter det studerade hon på Kungliga Musikhögskolan i Stockholm i fyra år. Där undervisades hon bland annat av William Brunson, Lars Ekström, Fredrik Hedelin, Pär Lindgren, Jesper Nordin, Lars-Erik Rosell och Orjan Sandred. Mellan 2005 och 2006 studerade hon för Fabio Cifariello Ciardi på Conservatorio di Musica di Perugia, Italien. Lund Bergner var mellan 2006 och 2010 ordförande för organisationen Ung Nordisk Musik. Lund Bergner fortsatte sedan att studera vid Lyon i Frankrike och Köpenhamn. 2012 tog hon sin slutexamen på solistlinjen i sistnämnda stad.
Lund Bergner har mottagit flera priser. Bland annat för sitt verk Euphobia som hon fick Kunstfondens pris till kvinnliga tonsättare och dragspelsstycket Cerulena Minim som hon fick Francisco Escuderos pris. 2017 tilldelades tonsättarstipendiater av Stiftelsen Saltö för verket Achenar.

## Musikverk
Lista över kompositioner av Ylva Lund Bergner.

### Kammarmusik
- Notturno, för cello och piano. Skriven 1997 och inspirerad av Edith Södergrans dikt Nocturne.

- Fantasia, för två fioler och piano. Skriven 1999 och uruppfördes i maj 2000.

- Hymn, för flöjt och fagott. Skriven till ett bröllop 2001.

- Poemes, för sång, piano och cello. Skriven 2001 med text av Edith Södergran.

- Cerulean Minim, för dragspel. Skriven 2005.

- Euphorbia, för flöjt, klarinett, slagverk, cittra, violin, cello och live-elektronik. Skriven 2010.

- External cabinet, för harmonium och elektronik. Skriven 2013 för pianisten Oscar Micaelsson.

- Merle, för fagott och elektronik. Skriven 2013 och uruppfördes av fagottisten Anrijs Ivanovskis på festivalen Sonic 2.0, Köpenhamn.

- Scotoma, för cittra, cello, slagverk och indisk harmonium. Skrevs 2015 till ensemblen Mimitabu.

- Achenar, för basflöjt, fiol och två personer eller bas blockflöjt, fiol och en person. Skriven 2013 till ensemblen Faintnoise. En ny version skrevs 2017.

- Toujours vers toi, för flöjt, klarinett, trombon, piano, två fioler, viola, cello och elektronik. Skriven 2016 till Klangforum Wien.

- My way, för gitarr. Skriven 2017.

- My thing, för slagverk. Skriven 2017.

- 3 2 1 "vid midnatt har jag fallit klart" för fiol, altfiol, cello och piano. Skriven 2018 och framfördes 19 september 2018 av Copenhagen Piano Quartet på Roskildes kammarmusikfestival, Danmark.

- Tough Jewel-E, för flöjt, klarinett, slagverk, piano, fiol, viola och cello. Skriven 2018 och framfördes första gången 5 juni 2018 av Norrbotten NEO på KLANG-festival. Köpenhamn,
  - I. Playful
  - II. Etheric
  - III. Gasping for breath
  - IV. Dynamic
  - V. Warmth

- Pas de Signal, för flöjt, fiol, cello och piano. Skriven 2019.

### Piano
- Atson, för piano. Skriven 1998.

- Gryning Skymning, för piano. Skriven 2000.

### Sång
- Deres ord (Your words), för sopran cittra, fiol och dragspel. Skriven 2011 med text av Inger Christensen. Texten översattes även till engelska av Lund Bergner. En ny version skrevs 2015 för mezzosopran och piano.

- Pa godt og ondt (For good or bad), för sopran, slagverk och cello. Skriven 2012 med text av Inger Christensen. Texten översattes även till engelska av Lund Bergner. En ny version skrevs 2015 för sopran och piano.

- Stjernetrae, för sopran och akustisk gitarr. Skriven 2013 för Ingeborg Fangel-Mo och Thomas Winthereik. Texten är skriven av den danska poeten Inger Christensen.

### Kör
- Hamara tanssii, för kör. Skriven 2002 med text av Pentti Saarikoski.

- Conqueror worm, för sopran och blandad kör.

### Elektronisk
- Gatto Solar. Skriven 2013 till den danska elektronikfestivalen Sonic 2.0 i Köpenhamn.
- Oblivion.

### Slagverk
- B-so-R. Skriven 2016 för slagverkaren Benjamin Fox.

### Övrigt
- A future sheep of mine. Skriven 2016 tillsammans med Nicolai Worsaae för den danska elektronikfestivalen Sonic.